# Schubert (film din 1953)
Schubert (titlul original: în germană Franz Schubert – Ein Leben in zwei Sätzen) este un film biografic austriac, realizat în 1953 de regizorul Walter Kolm-Veltée, protagoniști fiind actorii Heinrich Schweiger, Aglaja Schmid, Hans Thimig, Karl Bosse. 

## Conținut
Franz Schubert lucrează ca meditator la școala tatălui său. Dar în timpul său liber, tânărul, care îl consideră pe Beethoven drept modelul său inaccesibil, se dedică compoziției. Nefiind recunoscut public, prietenii săi intervin la editorul de muzică Diabelli pentru o interpretare publică a muzicii lui Schubert. La o recepție unde își interpretează compoziția Ave Maria, o întâlnește pe cântăreața Therese Grob.
Schubert decide să renunțe la munca din învățământ și se dedică în întregime muzicii și se mută cu prietenii săi, poeții Franz von Schober, Johann Mayerhofer și pictorul Moritz von Schwind. Acolo i-a venit inspirația pentru a pune pe note balada Craiul ielelor (Erlkönig) a lui Johann Wolfgang von Goethe.
Prietenii lui Schubert îl încurajează să interpreteze în public. El și Therese, care îi cântă melodiile, devin un cuplu. Ambii își câștigă traiul interpretând melodiile sale. Dar Schubert se îndoiește dacă se poate exprima în mod adecvat în liedurile sale și se decide să treacă la compoziții de simfonii și opere. Când Schubert a solicitat postul de vice-dirijor, Therese a predat cea mai nouă simfonie a lui Schubert, „Neterminată”, secretarului Teatrului curții. Există neînțelegeri la repetițiile pentru noua sa operă, deoarece cântăreața din rolul principal consideră partea ei de canto prea dificilă, iar editorii Tobias Haslinger și Anton Diabelli îi resping muzica. 
Chiar și aplicația inițial promițătoare ca vice-capelmaestru, se dovedește a fi un eșec. Astfel, abătut Schubert decide să plece în turneu unde să interpreteze melodiile sale pentru a-și asigura traiul; în această perioadă compune ciclu de lieduri, Winterreise (Călătoria de iarnă).  
La întoarcere, Schubert decide să ia lecții de contrapunct cu Beethoven, dar este prea timid să îl contacteze. La scurt timp însă, Schubert, care este afectat de probleme de sănătate, primește o vizită de la secretarul lui Beethoven, Anton Schindler. Beethoven fiind bolnav, îi trimite lui Schubert câteva poezii ale lui Goethe, pentru a le pune pe muzică, pentru că, în opinia sa, Schubert este cel mai bun compozitor de lieduri.
Când Schubert dorește în sfârșit să-l viziteze pe Beethoven, este prea târziu: Beethoven a decedat; la înmormântare, Schubert este unul dintre purtătorii de făclii. 
Schubert, care devine din ce în ce mai bolnav, nu mai percepe cu adevărat succesul unui concert cu muzica sa. Moare la un an după moartea idolului său.

## Distribuție
- Heinrich Schweiger – Franz Schubert
- Aglaja Schmid – Therese Grob
- Hans Thimig – Schubert tatăl
- Karl Bosse – Heinrich Grob
- Maria Eis – doamna Schechner
- Rolf Wanka – Franz Schober
- Louis Soldan – Moritz von Schwind
- Michael Janisch – Bergmann
- Anni Korin – Netty
- Erwin Strahl – Johann Mayerhofer
- Karl Mittner – Ferdinand Schubert
- Fritz Hinz-Fabricius – Vogl, cântăreț la opera curții
- Fritz Imhoff – meistrul fierar al curții
- Richard Eybner – secretarul teatrului curții
- Chariklia Baxevanos – fata tânără
- Senta Wengraf –
- Fred Hennings –
- Otto Treßler –
- Franz Pfaudler –
- Alma Seidler –
- Susanne Engelhart –
- Karl Ehmann –
- Marianne Gerzner –
- Franz Herterich –
- Gisa Wurm –

## Culise
Filmul a fost turnat în studiourile de film Rosenhügel iar exterioarele în zona Vienei.